# Парень-каратист 3
«Па́рень-карати́ст 3» (также «Малы́ш-карати́ст 3», «Карате́-кид 3»; англ. The Karate Kid 3) — американский кинофильм, третий в серии фильмов «Парень-каратист».

## Сюжет
Разорённый Джон Криз посещает свое додзё, прежде чем отправиться в особняк, где находится его давний товарищ Терри Сильвер, бывший элитный военный, который смог заработать состояние на утилизации ядерных отходов. Терри отправляет Джона в отпуск на Таити, а затем объявляет о намерении возродить свою организацию карате. Дэниел и Мияги вернулись после посещения Японии, но сообщают, что жилой комплекс, в котором живет Дэниел, планируется застроить, в результате чего Дэниел останется без крова, а Мияги - безработным. Мать Дэниела Люсиль вернулась в Нью-Джерси, чтобы ухаживать за больным дядей Дэниела. Дэниел решает остаться у Мияги и использует деньги, полученные за обучение в колледже, чтобы открыть магазин, где будут выращивать и стерилизовать деревья бонсай.
Однажды Дэниел посещает магазин керамических изделий и знакомится с Джессикой Эндрюс, к которой у Дэниела, по-видимому, возникают романтические чувства, но Джессика объясняет, что на самом деле она приехала из Колумбуса, штат Огайо, а это значит, что ее роман с Дэниелом не может длиться долго. К Дэниелу и Мияги обращается Терри, который лжет, что Джон умер от сердечного приступа, а затем извиняется за свои прошлые проступки. Чтобы доказать свои истинные намерения, Терри тайно собирает своих учеников из додзё в качестве приспешников, которые вступают в ряд столкновений с Дэниелом и Джессикой. В конце концов Дэниел и Мияги обнаруживают, что запасы деревьев бонсай пропали, а заявка на участие в предстоящем турнире по карате осталась на виду. Дэниел и Джессика во время похода находят одинокое дерево бонсай и пытаются вернуть его на гору, но приспешники Терри возвращаются и устраивают драку, из-за чего Дэниел и Джессика теряют равновесие и роняют бонсай. Один из приспешников требует, чтобы Дэниел сдал бонсай и зарегистрировался на турнир, чтобы они с Джессикой остались живы. В конце концов приспешники ломают дерево бонсай, и Дэниел передает улики Мияги, который говорит, что теперь он не может тренировать Дэниела для турнира.
Дэниел направляется в додзё за советом к Терри, который неохотно соглашается взять Дэниела под свое крыло. Процесс обучения превращается в жестокий процесс, который наносит серьезный урон личности Дэниела. Когда Дэниел нападает на незнакомца в ночном клубе, который преследовал Джессику, Дэниел начинает наконец признавать изменения в своей личности, прежде чем помириться с Джессикой и Мияги. Вернувшись в додзё, Дэниел сообщает Терри, что не будет участвовать в турнире, где Терри наконец раскрывает свои истинные намерения, приводя своих приспешников, чтобы атаковать Дэниела. В конце концов Джон возвращается из отпуска, и Мияги вмешивается, чтобы позволить Дэниелу сбежать.
В день турнира Джон и Терри планируют превратить свое додзё в империю черного рынка, если Дэниел потерпит поражение. Дэниел доходит до финала, где ему предстоит сразиться с Майком Барнсом, лидером приспешников Терри. Майк одерживает верх над Дэниелом, несмотря на некоторые незаконные действия. Финальный раунд переходит в дополнительное время со смертельным исходом, и Дэниел настолько измотан, что не хочет рисковать дальше. В конечном итоге Дэниел побеждает, тем самым доказывая, что Джону и Терри не удалось возродить свое додзё.

## В ролях
- Ральф Маччио — Дэниэл ЛаРуссо
- Пэт Морита — мистер Мияги
- Робин Лайвли — Джессика Эндрюс
- Томас Йен Гриффит — Терри Сильвер
- Мартин Коув — Джон Криз
- Шон Кэнан (Sean Kanan) — Майк Барнс
- Ян Тршиска — Милош